# Escut de Flix
L'escut oficial de Flix té el següent blasonament:
Escut caironat: d'argent, un freixe fruitat de sinople. Per timbre, una corona de baró.

## Història
Va ser aprovat el 22 de febrer del 2005 i publicat al DOGC el 7 de març del mateix any.
El freixe és el senyal parlant tradicional del municipi. El freixe és un element emblemàtic que presideix la plaça de l'església, i que fou plantat després de la gran riuada a començament del segle xx. El castell de Flix, del segle xii, fou el centre d'una baronia adquirida el 1398 per la ciutat de Barcelona per dominar el tràfic de l'Ebre; la corona de damunt l'escut recorda aquesta antiga possessió senyorial.